# 八代白百合学園高等学校
八代白百合学園高等学校（やつしろしらゆりがくえんこうとうがっこう）は熊本県八代市井上町にある私立高等学校。学校法人白百合学園が運営するカトリック系の女子校である。八代白百合学園幼稚園を併設している。

## 学科・コース
- 普通科
- 1年次
  - 特別進学コース
  - 標準コース
  - 進学コース
- 2年次
  - 大学進学コース
  - 総合コース
  - 看護医療進学コース
- 3年次
  - 進学Sコース
  - 進学Gコース
  - ビジネス教養コース
  - 看護医療進学コース

## 沿革
- 1900年 - フランスを発祥とするシャルトル聖パウロ修道女会が八代市で活動を始める
- 1909年 - 私立八代女子技芸学校創立
- 1921年 - 八代実科高等女学校に昇格
- 1926年 - 八代成美高等女学校と改称
- 1948年 - 八代白百合学園高等学校設置
- 2009年 - 創立100周年、八代市通町から同市井上に移転

## 部活動
バドミントン部、テニス（硬式）部、剣道部、写真部、箏曲部、吹奏楽部などが優秀な成績を修めている。
運動部
- バドミントン部
- バスケットボール部
- バレーボール部
- テニス（硬式）部
- 剣道部
- 陸上部
- 水泳部
- 空手同好会

文化部
- 美術同好会
- 書道部
- 茶道部
- 華道部
- 調理部
- 放送部
- 写真部
- E.S.S.部
- 箏曲部
- パソコン部
- 吹奏楽部
- バイブル同好会

## 著名な卒業生
- 夏川結衣（女優）
- 緒方由美（ローカルタレント）

## 交通アクセス
- JR九州（九州新幹線・鹿児島本線）新八代駅西口より徒歩1分